# カラカス地下鉄3号線
カラカス地下鉄三号線（カラカスちかてつさんごうせん、Metro de Caracas Línea 3）は、ベネズエラのカラカス地下鉄の路線の一つで1995年から営業している。カラカスの市の中部から南に延びる。

## 歴史
- 1995年　開業。プラサ・ベネスエラ - エル・バジェ間。
- 2006年　ラ・リンコナーダ駅まで延長

## 接続路線
- カラカス地下鉄一号線、カラカス地下鉄四号線: プラサ・ベネスエラ駅
- ベネズエラ国鉄近郊列車：ラ・リンコナーダ駅

## 駅一覧
プラサ・ベネスエラ駅 - シウダーウニベルシタリア駅 - ロス・シンボロス駅 - ラ・バンデーラ駅 - エル・バジェ駅 - ロス・ハルディネス駅 - コチェ駅  - メルカード駅 - ラ・リンコナーダ駅